# Avions Voisin C1
Pour les articles homonymes, voir Avions Voisin et C1.
Une Avions Voisin C1 ou Voisin C1 ou Avions Voisin Type C1 est une voiture de l'ancien avionneur et constructeur automobile français Avions Voisin. Présentée au  salon de l'automobile de Paris 1919, elle est produite à environ 1 200 exemplaires jusqu'en 1924.

## Histoire

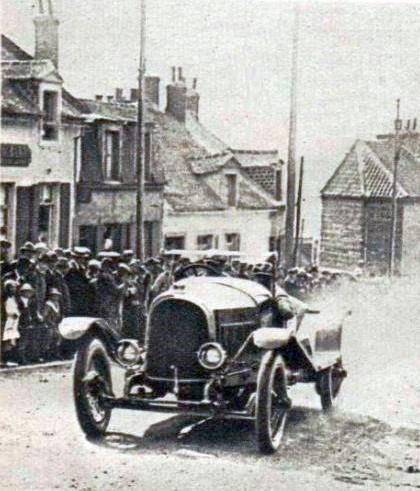
Victoire du Grand Prix automobile de Boulogne 1920, avec le pilote Ernest Artault.

À la fin de la Première Guerre mondiale, Gabriel Voisin reconverti son industrie française pionnière de constructeur d'avion Voisin frères d'Issy-les-Moulineaux près de Paris, en industrie de voiture de prestige Avions Voisin, pour concurrencer les marques d’élite de l'époque Bugatti, Hispano-Suiza, Isotta Fraschini, Bentley, et autres Rolls-Royce,…
Gabriel Voisin conçoit ce premier modèle de voiture de luxe emblématique de sa marque,, avec divers formes de carrosseries. Elle est propulsée par un moteur 4 cylindres en ligne 4 L de 78 ch (moteur de type Knight (en) à chemises coulissantes, sans soupapes, particulièrement fiable et silencieux),,.
Une version limousine devient en 1920 la voiture officielle du président de la République française Alexandre Millerand,.
Deux prototypes Avions Voisin C2 de 1920 prévoient un moteur V12 de 7,2 L, qui ne sera jamais produit faute de moyens financiers. 
Une version Avions Voisin C3 plus puissante lui succède dès 1921.

## Palmarès partiel
- 1920 : victoire du Grand Prix automobile de Boulogne, avec le pilote Ernest Artault.